# Бауэри (линия Нассо-стрит, Би-эм-ти)
|   |   |   |   |  |   |   |   |
| · | · | · | · |  | · | · | · |

|   |   |   |   |  |   |   |   |
| · | · | · | · |  | · | · | · |

«Бауэри» (англ. Bowery) — станция Нью-Йоркского метрополитена, расположенная на линии Нассо-стрит, Би-эм-ти. Станция находится в Манхэттене, в округе Нижний Ист-Сайд, на пересечении Деланси-стрит и Бауэри. На станции останавливаются маршруты J (круглосуточно) и Z (в часы пик в пиковом направлении).
Строительство этой станции началось ещё в августе 1907 года и продолжалось три с половиной года: строительство завершено в конце 1910-го. Тем не менее станцию не открыли. Это было связано с тем, что не было завершено строительство южной части линии Нассо-стрит. Станция была открыта только 4 августа 1913 года, когда все ремонтные работы на линии были полностью завершены.
Станция расположена на четырёхпутном участке линии и представлена двумя островными платформами. В первоначальном проекте эта станция была стандартной экспресс-станцией. Вместе с закрытием эстакадных линий в Манхэттене и резким упадком пассажиропотока на линии в целом, экспресс-сообщение было ликвидировано. С октября 2004 года все поезда на север стали прибывать на бывший экспресс-путь южного направления, таким образом используя только одну островную платформу. Бывшая островная платформа северного направления с тех пор не используется. Название станции выложено мозаикой.
Станция имеет два выхода — с концов платформы. Каждый выход представлен мезонином, где расположен турникетный павильон, а когда-то туалет и газетный киоск, эскалаторами и лестницами. Эскалаторы были установлены на станции изначально, в связи с большой её глубиной залегания. Выходы приводят к пересечению Деланси-стрит и Бауэри.